# Meathook Seed
A Meathook Seed egy angol indusztriális/death metal zenekar volt, amely a Napalm Death számtalan mellék-projektjének egyikének számított. Az együttest a ND gitárosa, Mitch Harris alapította. 1992-ben alakultak meg. Pályafutásuk azonban rövid volt, ugyanis 1993-ban már fel is oszlottak. 1999-ben újból összeálltak egy új album erejéig, azonban ugyanebben az évben véglegesen feloszlottak.

## Tagok
- Mitch Harris – gitár, programozás
- Christophe Lamouret – ének
- Ian Treacy – dobok, ütős hangszerek
- Shane Embury – basszus
- Russ Russell – gitár
- Donald Tardy – dobok
- Trevor Peres – ének

## Diszkográfia
- Embedded (1993)
- B.I.B.L.E. (Basic Instructions Before Leaving Earth) (1999)